# Tradicionalne regije Japonske
Japonska je razdeljena na osem tradicionalnih regij. Niso uradne upravne enote, čeprav jih vladni uradniki uporabljajo za statistične in druge namene od leta 1905. Pogosto se uporabljajo na primer v zemljevidih, geografskih učbenikih in vremenskih poročilih, številna podjetja in ustanove pa uporabljajo svoje domače regije v svojih imenih, na primer Kinki Nippon Railway, Chūgoku Bank in Tōhoku University.
Vsaka regija vsebuje eno ali več od 47 prefektur v državi. Od štirih glavnih japonskih otokov Hokaido, Šikoku in Kjušu sestavljajo po eno regijo, slednja vsebuje tudi otočje Rjukju, medtem ko je največji otok Honšu razdeljen na pet regij. Prefektura Okinava je običajno vključena v Kjušu, a se včasih obravnava kot lastna deveta regija.[1][2][3]
Japonska ima osem višjih sodišč, vendar njihove pristojnosti ne ustrezajo osmim regijam.
| Regija                        | Št. prebivalcev | Površina v km2 | Prefekture                                                            |
| ----------------------------- | --------------- | -------------- | --------------------------------------------------------------------- |
| Hokaido                       | 5,4 milijonov   | 83.000         | Hokaido                                                               |
| Tohoku                        | 8,9 milijonov   | 67.000         | Akita, Aomori, Fukušima, Ivate, Mijagi, Jamagata                      |
| Kanto                         | 43,3 milione    | 32.000         | Čiba, Gunma, Ibaraki, Kanagava, Saitama, Točigi, Tokio                |
| Čubu                          | 21,4 milione    | 67.000         | Aiči, Fukui, Gifu, Išikava, Nagano, Nigata, Šizuoka, Tojama, Jamanaši |
| Kansai (znana tudi kot Kinki) | 22,5 milijonov  | 33.000         | Hjogo, Kjoto, Mie, Nara, Osaka, Šiga, Vakajama                        |
| Čugoku                        | 7,3 miliona     | 32.000         | Hirošima, Okajama, Šimane, Totori, Jamaguči                           |
| Šikoku                        | 3,8 miliona     | 19.000         | Ehime, Kagava, Koči, Tokušima                                         |
| Kjušu & Okinava               | 14 milijonov    | 44.000         | Fukuoka, Kagošima, Kumamoto, Mijazaki, Nagasaki, Oita, Okinava, Saga  |

## Regije in otoki
To je seznam večjih japonskih otokov, tradicionalnih regij in podregij, ki poteka od severovzhoda proti jugozahodu.[13][14] Osem tradicionalnih regij je označenih s krepkim tiskom.
- Hokaido (otok in arhipelag)
- Honšu
  - regija Tohoku (severni del)
  - regija Kanto (vzhodni del)
    - Otoki Nanpo (del tokijske metropole)

  - regija Čubu (osrednji del)
    - regija Hokuriku (severozahodni Čubu)
    - regija Kōšin'ecu (severovzhodni Čubu)
    - regija Tokai (južni Čubu)

  - regija Kansai (ali Kinki) (južni osrednji del)
  - regija Čugoku (zahodni del)
    - regija San'in (severni Čugoku)
    - regija San'jō (južni Čugoku)
- Šikoku
- Kjušu
  - severni Kjušu
  - južni Kjušu
  - Okinava

## Druge regionalne enote
V mnogih kontekstih na Japonskem (vlada, medijski trgi, šport, regionalna podjetja ali sindikalne konfederacije) se uporabljajo regije, ki odstopajo od zgoraj omenjene skupne geografske delitve na 8 regij, in se v tujih jezikih včasih tudi imenujejo "regije Japonske". Primeri regionalnih delitev Japonske, kot jih uporabljajo različne institucije, so:
| Regija | Prefektura                                                                 |
| ------ | -------------------------------------------------------------------------- |
| –      | Hokaidō (ločen urad za zvezo z nacionalno policijsko agencijo)             |
| Tōhoku | Aomori, Ivate, Mijagi, Akita, Jamagata, Fukušima                           |
| –      | Tokio (ločena pisarna za zvezo z nacionalno policijsko agencijo)           |
| Kantō  | Ibaraki, Točigi, Gunma, Saitama, Čiba, Kanagava, Nigata, Jamanaši, Šizuoka |
| Čubu   | Tojama, Išikava, Fukui, Gifu, Aiči, Mie                                    |
| Kinki  | Šiga, Kjoto, Osaka, Hjōgo, Nara, Vakajama                                  |
| Čugoku | Totori, Šimane, Okajama, Hirošima, Jamaguči                                |
| Šikoku | Tokušima, Kagava, Ehime, Koči                                              |
| Kjušu  | Fukuoka, Saga, Nagasaki, Kumamoto, Ōita, Mijazaki, Kagošima, Okinava       |

| Regija          | Prefektura                                                               |
| --------------- | ------------------------------------------------------------------------ |
| Hokaidō         | Hokaidō                                                                  |
| Tōhoku          | Aomori, Ivate, Mijagi, Akita, Jamagata, Fukušima                         |
| Kantō-Kōšin'ecu | Ibaraki, Točigi, Gunma, Saitama, Čiba, Tokio, Kanagava, Nigata, Jamanaši |
| Tōkai-Hokuriku  | Tojama, Išikava, Fukui, Gifu, Aiči, Mie, Šizuoka                         |
| Kinki           | Šiga, Kjoto, Osaka, Hjōgo, Nara, Vakajama                                |
| Čugoku          | Totori, Šimane, Okajama, Hirošima, Jamaguči                              |
| Šikoku          | Tokušima, Kagava, Ehime, Koči                                            |
| Kjušu           | Fukuoka, Saga, Nagasaki, Kumamoto, Ōita, Mijazaki, Kagošima, Okinava     |

| Regija   | Prefektura (Nagano je razdeljen)                                                                      |
| -------- | --- |
| –        | Hokaidō (prvotno je imel ločeno razvojno agencijo na ravni kabineta, zdaj ločen oddelek MLIT)         |
| Tōhoku   | Aomori, Ivate, Mijagi, Akita, Jamagata, Fukušima                                                      |
| Kantō    | Ibaraki, Točigi, Gunma, Saitama, Čiba, Tokio, Kanagava, Jamanaši, severni Nagano                      |
| Hokuriku | Nigata, Tojama, Išikava                                                                               |
| Čubu     | severni Nagano, Gifu, Šizuoka, Aiči, Mie                                                              |
| Kinki    | Šiga, Kjoto, Osaka, Hjōgo, Nara, Vakajama, Fukui                                                      |
| Čugoku   | Totori, Šimane, Okajama, Hirošima, Jamaguči                                                           |
| Šikoku   | Tokušima, Kagava, Ehime, Koči                                                                         |
| Kjušu    | Fukuoka, Saga, Nagasaki, Kumamoto, Ōita, Mijazaki, Kagošima                                           |
| –        | Okinava (prvotno je imelo ločeno razvojno agencijo na ravni kabineta, zdaj oddelek v uradu kabineta)) |

| Regija            | Prefektura                                                               |
| ----------------- | ------------------------------------------------------------------------ |
| Hokaidō           | Hokaidō                                                                  |
| Tōhoku            | Aomori, Ivate, Mijagi, Akita, Jamagata, Fukušima                         |
| Kantō-Kōšin       | Ibaraki, Točigi, Gunma, Saitama, Čiba, Tokio, Kanagava, Jamanaši, Nagano |
| Hokuriku          | Nigata, Tojama, Išikava, Fukui                                           |
| Tōkai             | Gifu, Šizuoka, Aiči, Mie                                                 |
| Kinki             | Šiga, Kjoto, Osaka, Hjōgo, Nara, Vakajama                                |
| Čugoku            | Totori, Šimane, Okajama, Hirošima                                        |
| Šikoku            | Tokušima, Kagava, Ehime, Koči                                            |
| Severni Kjušu     | Jamaguči, Fukuoka, Saga, Nagasaki, Kumamoto, Ōita                        |
| Južni Kjušu-Amami | Mijazaki, Kagošima                                                       |
| Okinava           | Okinava                                                                  |

| Volilna enota    | Prefektura                                                           |
| ---------------- | -------------------------------------------------------------------- |
| Hokaidō          | Hokaidō                                                              |
| Tōhoku           | Aomori, Ivate, Mijagi, Akita, Jamagata, Fukušima                     |
| Severni Kantō    | Ibaraki, Točigi, Gunma, Saitama                                      |
| Tokio            | Tokio                                                                |
| Južni Kantō      | Čiba, Kanagava, Jamanaši                                             |
| Hokuriku-Šin'ecu | Nigata, Nagano, Tojama, Išikava, Fukui                               |
| Tōkai            | Gifu, Šizuoka, Aiči, Mie                                             |
| Kinki            | Šiga, Kjoto, Osaka, Hjōgo, Nara, Vakajama                            |
| Čugoku           | Totori, Šimane, Okajama, Hirošima, Jamaguči                          |
| Šikoku           | Tokušima, Kagava, Ehime, Koči                                        |
| Kjušu            | Fukuoka, Saga, Nagasaki, Kumamoto, Ōita, Mijazaki, Kagošima, Okinava |

| Višje sodišče | Prefektura                                                                                 |
| ------------- | ------------------------------------------------------------------------------------------ |
| Saporo        | Hokaidō                                                                                    |
| Sendai        | Aomori, Ivate, Mijagi, Akita, Jamagata, Fukušima                                           |
| Tokio         | Tokio, Ibaraki, Točigi, Gunma, Saitama, Čiba, Kanagava, Nigata, Jamanaši, Nagano, Shizuoka |
| Nagoja        | Aiči, Mie, Gifu, Išikava, Fukui, Tojama                                                    |
| Osaka         | Šiga, Kjoto, Osaka, Hjōgo, Nara, Vakajama                                                  |
| Hirošima      | Totori, Šimane, Okajama, Hirošima, Jamaguči                                                |
| Takamacu      | Tokušima, Kagava, Ehime, Koči                                                              |
| Fukuoka       | Fukuoka, Saga, Nagasaki, Kumamoto, Ōita, Mijazaki, Kagošima, Okinava                       |